# 第2次松方内閣
第2次松方内閣（だいにじ まつかたないかく）は、伯爵の松方正義が第6代内閣総理大臣に任命され、1896年（明治29年）9月18日から1898年（明治31年）1月12日まで続いた日本の内閣。

## 内閣人事
国務大臣
1896年（明治29年）9月18日任命。在職日数482日（第1次、2次通算943日）。
| 職名 | 代               | 氏名             | 氏名             | 出身等                                   | 特命事項等       | 備考                                   |
| --- | ---------------- | ---------------- | ---------------- | ---------------------------------------- | ---------------- | -------------------------------------- |
| 内閣総理大臣 | 6                | 松方正義         |                  | 旧薩摩藩 伯爵                            | 大蔵大臣兼任     |                                        |
| 外務大臣 | 11               | 西園寺公望       |                  | 旧公家 貴族院 侯爵                       | 文部大臣兼任     | 留任 1896年9月22日免兼                 |
| 外務大臣 | 12               | 大隈重信         |                  | 旧肥前藩 進歩党 伯爵                     | 農商務大臣兼任   | 1896年9月22日任 1897年11月6日免        |
| 外務大臣 | 13               | 西徳二郎         |                  | 旧薩摩藩 男爵                            | 枢密顧問官       | 初入閣 1897年11月6日任                 |
| 内務大臣 | 10               | 板垣退助         |                  | 旧土佐藩 自由党 伯爵                     |                  | 留任 1896年9月20日免 自由党総理        |
| 内務大臣 | 11               | 樺山資紀         |                  | 旧薩摩藩 海軍大将 伯爵                   |                  | 1896年9月20日任                        |
| 大蔵大臣 | 5                | 松方正義         |                  | 旧薩摩藩 伯爵                            | 内閣総理大臣兼任 |                                        |
| 陸軍大臣 | 3                | 大山巌           |                  | 旧薩摩藩 陸軍中将 伯爵                   |                  | 留任 1896年9月20日免                   |
| 陸軍大臣 | 4                | 高島鞆之助       |                  | 旧薩摩藩 陸軍中将 子爵                   |                  | 兼任 1896年9月20日任                   |
| 海軍大臣 | 4                | 西郷従道         |                  | 旧薩摩藩 国民協会 海軍大将 陸軍中将 伯爵 |                  | 留任 国民協会会頭                      |
| 司法大臣 | 5                | 芳川顕正         |                  | 旧徳島藩 子爵                            |                  | 留任 1896年9月26日免                   |
| 司法大臣 | 6                | 清浦奎吾         |                  | 旧肥後藩 貴族院 研究会                   |                  | 初入閣 1896年9月26日任                 |
| 文部大臣 | 7                | 西園寺公望       |                  | 旧公家 貴族院 侯爵                       | 外務大臣兼任     | 留任 1896年9月28日免                   |
| 文部大臣 | 8                | 蜂須賀茂韶       |                  | 旧徳島藩 貴族院 侯爵                     |                  | 初入閣 1896年9月28日任 1897年11月6日免 |
| 文部大臣 | 9                | 濱尾新           |                  | 旧豊岡藩 貴族院                          |                  | 初入閣 1897年11月6日任                 |
| 農商務大臣 | 10               | 榎本武揚         |                  | 旧幕臣 海軍中将 子爵                     |                  | 留任 1897年3月29日免                   |
| 農商務大臣 | 11               | 大隈重信         |                  | 旧肥前藩 進歩党 伯爵                     | 外務大臣兼任     | 1897年3月29日任 1897年11月6日免        |
| 農商務大臣 | -                | （欠員）         | （欠員）         | （欠員）                                 | （欠員）         | 1897年11月8日まで                      |
| 農商務大臣 | 12               | 山田信道         |                  | 旧肥後藩 男爵                            |                  | 初入閣 1897年11月8日任                 |
| 逓信大臣 | 5                | 白根專一         |                  | 旧長州藩                                 |                  | 留任 1896年9月26日免                   |
| 逓信大臣 | 6                | 野村靖           |                  | 旧長州藩 子爵                            |                  | 1896年9月26日任                        |
| 拓殖務大臣 | 1                | 高島鞆之助       |                  | 旧薩摩藩 陸軍中将 子爵                   |                  | 留任 1897年9月2日免                    |
| 拓殖務大臣 | （拓殖務省廃止） | （拓殖務省廃止） | （拓殖務省廃止） | （拓殖務省廃止）                         | （拓殖務省廃止） | 1897年9月2日付                         |
| 班列 | -                | 黒田清隆         |                  | 旧薩摩藩 陸軍中将 伯爵                   | 枢密院議長       | 留任                                   |
| 1. 辞令のある留任は個別の代として記載し、辞令のない留任は記載しない。 2. 臨時代理は、大臣空位の場合のみ記載し、海外出張時等の一時不在代理は記載しない。 3. 代数は、臨時兼任・臨時代理を数えず、兼任・兼務は数える。 |                  |                  |                  |                                          |                  |                                        |

内閣書記官長・法制局長官
1896年（明治29年）9月20日任命。
| 職名 | 代 | 氏名     | 氏名 | 出身等            | 特命事項等   | 備考                             |
| --- | -- | -------- | ---- | ----------------- | ------------ | -------------------------------- |
| 内閣書記官長 | 6  | 高橋健三 |      | 旧曾我野藩 進歩党 |              | 1897年10月8日免                  |
| 内閣書記官長 | 7  | 平山成信 |      | 旧幕臣 貴族院     |              | 1897年10月8日任                  |
| 法制局長官 | 4  | 末松謙澄 |      | 旧豊前国 男爵     | 内閣恩給局長 | 事務引継 1896年9月30日免         |
| 法制局長官 | 5  | 神鞭知常 |      | 旧宮津藩 進歩党   | 内閣恩給局長 | 1896年9月30日任 1897年10月28日免 |
| 法制局長官 | 6  | 梅謙次郎 |      | 旧松江藩          | 内閣恩給局長 | 1897年10月28日任                 |
| 1. 辞令のある留任は個別の代として記載し、辞令のない留任は記載しない。 2. 臨時代理は、大臣空位の場合のみ記載し、海外出張時等の一時不在代理は記載しない。 3. 代数は、臨時兼任・臨時代理を数えず、兼任・兼務は数える。 |    |          |      |                   |              |                                  |

勢力早見表
※ 内閣発足当初（前内閣の事務引継は除く）。
| 出身藩閥     | 国務大臣 | その他                   |
| ------------ | -------- | ------------------------ |
| 旧公家       | 1        | 国務大臣のべ2            |
| 旧薩摩藩     | 5        | 国務大臣のべ6            |
| 旧長州藩     | 1        |                          |
| 旧土佐藩     | 1        |                          |
| 旧肥前藩     | 0        |                          |
| 旧幕臣       | 1        |                          |
| その他の旧藩 | 1        | 内閣書記官長、法制局長官 |
| -            | 10       | 国務大臣のべ12           |

## 内閣の動き
前内閣の第2次伊藤内閣は、議会運営を安定に進めるべく、自由党（板垣退助総理）との連立政権の形態をとっていたが、超然主義を志向する山縣有朋元首相や、二大政党の一方の雄であった進歩党（大隈重信党首）らの反発を招き、結局1896年（明治29年）8月31日、日清戦争後の政情の安定化を見届けて内閣総辞職する。
薩長両藩の出身者が交互に首相に任官していたことから、後任の首相には、薩摩出身の松方正義前首相が選定、9月10日に大命降下する。内閣は議会対策として、三菱財閥の岩崎弥之助の仲介により進歩党と連立を組み、大隈党首が外相として入閣、したほか、書記官長・法制局長官、更に当時勅任官であった参事官の一部に党人が就任した。この結果、尾崎行雄が外務省参事官に任命されるなど政党からの参事官起用が実現した（逆に、これが第2次山縣内閣による文官任用令改正の遠因となる）。このため、この内閣を松方と大隈の名より「松隈内閣（しょうわいないかく）」とも呼称する。内閣の成立当初から政党との連立が行われたのは、この時が初めてであった。
しかし一方で、陸相人事で当初内定していた桂太郎台湾総督（長州）ではなく高島鞆之助拓殖務大臣（薩摩）が就任したことから薩長間で亀裂が生じ、長州閥が政権との間で距離をとるようになった。松方は内閣運営のために進歩党に依存するようになり、薩摩閥内の反進歩党勢力の反発を招き、進歩党側との間でも軋轢が生じる。松方が財政難の解決のために地租改正反対一揆以来一種のタブーとなっていた「地租増徴」を提案したことが引き金となり、進歩党内に倒閣の機運が生じた。進歩党は1897年10月31日、常議員会において提携断絶を決議、大隈党首はこれを受けて11月6日に外相を辞任して、他の進歩党員ともども閣外に去った。
議会の足場を失った内閣は、連立組み換えを模索して自由党に接近、党内非主流派の松田正久を窓口に交渉を行い、松田は大臣2枠、知事5枠、自党政見採用を条件に話をまとめるが、親長州の立場で党を束ねていた林有造ら主流派との間で路線対立となり、12月15日の党大会において、自由党は松田の提案した政権入りを否決する。12月24日、第11回帝国議会が召集されるが、同日中に内閣不信任案が提出される。翌25日、松方は衆議院解散を断行する（第5回衆議院議員総選挙）。だが、選挙後の政権運営の方策が全く見出せなかった松方はその日のうちに辞表を提出した。衆議院を解散してそのまま内閣総辞職を行った例は大日本帝国憲法・日本国憲法を通じてこの時だけであった。
松方内閣が打ち出した「地租増徴」はその後も尾を引き、翌1898年12月に第2次山縣内閣のもとで成立するまでの1年間の間に、2度の総選挙、3度の首相交代、主要公党の合同と分裂、と、政変が繰り返される1年となった。また、松方が第1次政権と合わせて2度にわたり議会対策に失敗、内閣総辞職したことにより、薩摩閥の力は低減、海軍などの一部を除き、長州閥の優位が生まれる。長州閥は伊藤、山縣がそれぞれこれ以降も首相復帰、さらに桂太郎が長期政権を樹立するが、薩摩閥は黒田清隆、松方ともに首相復帰はなされず、薩摩出身の首相は15年後の山本権兵衛まで待つことになる。

## 主な政策
- 貨幣法制定（1897年3月26日公布、10月1日施行） - 金本位制の確立はともに財政政策に当たった大隈と松方（「大隈財政」・「松方財政」）の悲願であり、両者が連携した本内閣において達成された。ちなみに、日本銀行総裁としてかかわった岩崎弥之助は、本内閣の組閣の功労による抜擢であった。
- 新聞紙条例改正 - 現職の書記官長である高橋健三が編集長を務めていたことがある雑誌『二十六世紀』が発売禁止処分を受けたことを受けて内閣分裂の危機となり、収拾策として実施。言論統制の一部が緩和された。